# 대검귀족
대검귀족(帶劍貴族, 프랑스어: noblesse d'épée)은 중세에서 근세 프랑스의 귀족들 중 가장 오래된 부류로서 기사 계급에서 유래하여 군복무의 대가로 봉읍을 부여받은 이들이 여기에 속한다. 하지만 모든 대검귀족이 혈통적 세습적으로 존재한 것인지는 아직도 논쟁의 여지가 있다.
대검귀족이라는 말은 혈통귀족(프랑스어: noblesse de race), 고귀족(프랑스어: noblesse ancienne)과 거의 동의어로 사용되는데, 근세 들어서 출현한 평민 출신 신귀족들과 구분하기 위한 표현이었다. 이런 신귀족으로는 다음과 같은 것들이 있었다.
- 관방귀족(프랑스어: noblesse de chancellerie): 왕하 고위 관료직을 역임하게 된 자
- 증서귀족(프랑스어: noblesse de lettres: 왕이 귀족으로 인정한다는 특허증을 내려준 자
- 법복귀족(프랑스어: noblesse de robe): 소원심사관, 고등법관 등 법무관직을 가진 자
- 종루귀족(프랑스어: noblesse de cloche): 파리, 앙굴렘, 리옹, 툴루즈, 푸아티에 등 거점도시의 시장이나 단체장.
- 군무귀족(프랑스어: noblesse militaire: 육군 및 해군에서 장교로 임관했으나 조상이 귀족이 아닌 자.